# Diocesi di Molegbe
La diocesi di Molegbe (in latino Dioecesis Molegbensis) è una sede della Chiesa cattolica nella Repubblica Democratica del Congo suffraganea dell'arcidiocesi di Mbandaka-Bikoro. Nel 2023 contava 948.728 battezzati su 1.764.532 abitanti. È retta dal vescovo Joseph Mopepe Ngongo.

## Territorio
La diocesi comprende parte dei territori di Bosobolo, Mobayi-Mbongo e Businga nella provincia del Nord Ubangi, e parte dei territori di Gemena, Libenge e Kungu nella provincia del Sud Ubangi.
Sede vescovile è la città di Molegbe, dove si trova la cattedrale di Sant'Antonio di Padova.
Il territorio si estende su una superficie di circa 79.000 km² ed è suddiviso in 24 parrocchie.

## Storia
La prefettura apostolica dell'Ubanghi belga fu eretta il 7 aprile 1911 con il decreto Ut ad regiones di Propaganda Fide, ricavandone il territorio dal vicariato apostolico del Congo belga (oggi arcidiocesi di Kinshasa).
Il 28 gennaio 1935 la prefettura apostolica fu elevata a vicariato apostolico con la bolla Quaevis inter infideles di papa Pio XI.
Il 10 novembre 1959 per effetto della bolla Cum parvulum di papa Giovanni XXIII il vicariato apostolico è stato elevato a diocesi e ha assunto il nome attuale.

## Cronotassi dei vescovi
Si omettono i periodi di sede vacante non superiori ai 2 anni o non storicamente accertati.
- Fulgenzio da Gerard-Montes, O.F.M.Cap. † (2 ottobre 1911 - 26 dicembre 1930 deceduto)
- Basile Octave Tanghe, O.F.M.Cap. † (16 ottobre 1931 - 13 dicembre 1947 deceduto)
- Jean-Ghislain Delcuve, O.F.M.Cap. † (10 giugno 1948 - 13 novembre 1958 dimesso)
- Léon Théobald Delaere, O.F.M.Cap. † (13 novembre 1958 - 3 agosto 1967 dimesso[2])
- Joseph Kesenge Wandangakongu † (5 settembre 1968 - 18 ottobre 1997 dimesso)
- Ignace Matondo Kwa Nzambi, C.I.C.M. † (27 giugno 1998 - 23 maggio 2007 ritirato)
  - Sede vacante (2007-2009)
- Dominique Bulamatari Kizayakana † (14 novembre 2009 - 1º agosto 2023 dimesso)[3]
- Joseph Mopepe Ngongo, dal 15 aprile 2025

## Statistiche
La diocesi nel 2023 su una popolazione di 1.764.532 persone contava 948.728 battezzati, corrispondenti al 53,8% del totale.
| anno | popolazione | popolazione | popolazione | presbiteri | presbiteri | presbiteri | presbiteri                | diaconi | religiosi | religiosi | parrocchie |
| anno | battezzati  | totale      | %           | numero     | secolari   | regolari   | battezzati per presbitero | diaconi | uomini    | donne     | parrocchie |
| ---- | ----------- | ----------- | ----------- | ---------- | ---------- | ---------- | ------------------------- | ------- | --------- | --------- | ---------- |
| 1950 | 95.121      | 500.000     | 19,0        | 39         | 1          | 38         | 2.439                     |         | 77        | 32        |            |
| 1970 | 263.268     | 600.000     | 43,9        | 66         | 11         | 55         | 3.988                     |         | 73        | 83        | 4          |
| 1980 | 360.230     | 877.000     | 41,1        | 58         | 10         | 48         | 6.210                     |         | 68        | 82        | 22         |
| 1990 | 695.228     | 1.148.949   | 60,5        | 62         | 24         | 38         | 11.213                    |         | 115       | 60        | 21         |
| 1997 | 1.879.566   | 3.761.732   | 50,0        | 61         | 39         | 22         | 30.812                    |         | 32        | 66        | 22         |
| 2013 | 2.148.000   | 4.560.000   | 47,1        | 56         | 42         | 14         | 38.357                    |         | 54        | 90        | 23         |
| 2016 | 857.763     | 1.596.214   | 53,7        | 71         | 44         | 27         | 12.081                    |         | 58        | 93        | 24         |
| 2019 | 897.914     | 1.668.172   | 53,8        | 65         | 40         | 25         | 13.814                    |         | 58        | 84        | 24         |
| 2021 | 944.440     | 1.773.900   | 53,2        | 76         | 51         | 25         | 12.426                    |         | 49        | 85        | 24         |
| 2023 | 948.728     | 1.764.532   | 53,8        | 83         | 58         | 25         | 11.430                    |         | 49        | 111       | 24         |